# 弗拉基米爾·沃斯科博伊尼科夫
弗拉基米爾·沃斯科博伊尼科夫（俄语：Владимир Воскобойников；1983年2月2日—）是一位俄裔愛沙尼亞足球運動員，司职前鋒。現效力於愛沙尼亞足球甲級聯賽球隊卡里魯足球俱樂部。他也代表愛沙尼亞國家足球隊參加国际赛事。